# The Uninhabitable Earth
« The Uninhabitable Earth » (en français La Terre inhabitable) est un article du magazine New York du journaliste américain David Wallace-Wells, publié le 9 juillet 2017. L'article montre à long terme un scénario pire que ce qui pourrait arriver dans un proche avenir en raison du réchauffement climatique. L'article commence par la déclaration « si votre inquiétude au sujet du réchauffement global est dominée par les craintes de l'augmentation du niveau de la mer, vous grattez juste la surface des terreurs possibles ». L'article a été le plus lu de l'histoire du magazine.
L'article est devenu une source d'inspiration pour le livre La Terre inhabitable - Vivre avec 4 °C de plus, un approfondissement des idées explorées dans l'essai original.

## Réception
Le 20 novembre 2017, le NYU Arthur L. Carter Journalism Institute a organisé une conversation de 2 heures entre David Wallace-Wells et Michael E. Mann pour discuter de la controverse autour de l'article.
Sa publication a été le déclencheur d'une série d'entretiens prolongés avec des scientifiques. Sont intervenus notamment le paléontologue Peter Ward, le climatologue Michael E. Mann, l'océanographe Wallace Smith Broecker, le climatologue James Hansen et le scientifique Michael Oppenheimer,,,. 
En février 2019, Wallace-Wells a publié La Terre inhabitable : La vie après le réchauffement. Le livre a fait l'objet d'une critique dans The Guardian.

## Critiques
L'histoire a reçu des critiques immédiates de la communauté scientifique sur deux fronts : l'article est trop pessimiste et contient quelques erreurs factuelles. L'ONG Climate Feedback a compilé les réserves de dizaines de scientifiques professionnels, indiquant que « Les examinateurs ont constaté que certaines déclarations dans cet article complexe ne représentent pas la recherche sur le sujet, et quelques autres manquent du contexte nécessaire pour être clairement compris par le lecteur. Beaucoup d'autres explications dans l'article sont correctes, mais il est probable que les lecteurs restent avec une conclusion générale qui est exagérée par rapport à notre meilleure compréhension scientifique ». En ce qui concerne les erreurs factuelles, Michael Mann et plusieurs autres ont spécifiquement critiqué la description des émissions de méthane arctique. Dans sa conversation avec Mann à NYU, Wallace-Wells a noté qu'il n'inclurait pas de commentaires sur la libération de méthane s'il devait réécrire l'article.
Certains journalistes ont défendu le caractère scientifique des éléments publiés, en disant qu'ils sont globalement corrects. Ainsi, Kevin Drum a déclaré « Je n'ai vu aucune bonne preuve d'erreurs de fait grave ». Robinson Meyer de The Atlantic a déclaré qu'il s'agit « d'une représentation exceptionnellement spécifique et sévère de ce que le réchauffement climatique fera à la planète ». Susan Matthews écrivant dans Slate a déclaré : « L'article immédiatement viral pourrait être le Printemps silencieux de notre temps. » La critique principale est que David Wallace-Wells essayait d'effrayer les gens. Ce sujet a été exploré par des journalistes et des commentateurs, certains affirmant qu'ils pensaient que la peur était nécessaire compte tenu de la réalité du problème, tandis que d'autres pensaient qu'effrayer les gens était contre-productif.  
Dans une interview plus tardive, David Wallace-Wells a déclaré : « Il ne me semblait pas plausible qu'il y ait plus de risque de trop effrayer les gens que de ne pas assez les effrayer… mon sentiment était, et est toujours, que s'il y a une chance sur cent que nous ayons créé une réaction en chaîne qui pourrait mettre fin à la race humaine, alors cela devrait être quelque chose que le public sait, et il faut que ce public pense au sujet ».